# Huhdasjärvi
Huhdasjärvi är en sjö i kommunen Kouvola i landskapet Kymmenedalen i Finland. Sjön ligger 73,8 meter över havet. Arean är 1,07 kvadratkilometer och strandlinjen är 10,45 kilometer lång. Sjön  ingår i Kymmene älvs huvudavrinningsområde.   Den ligger omkring 79 km norr om Kotka och omkring 140 km nordöst om Helsingfors. 
I sjön finns ön Pukkisaari. 